# Janko Čepić
Janko Čepić (in montenegrino Јанко Чепић; Cattaro, 9 giugno 1999) è un cestista montenegrino di formazione italiana.